# リュケイオン

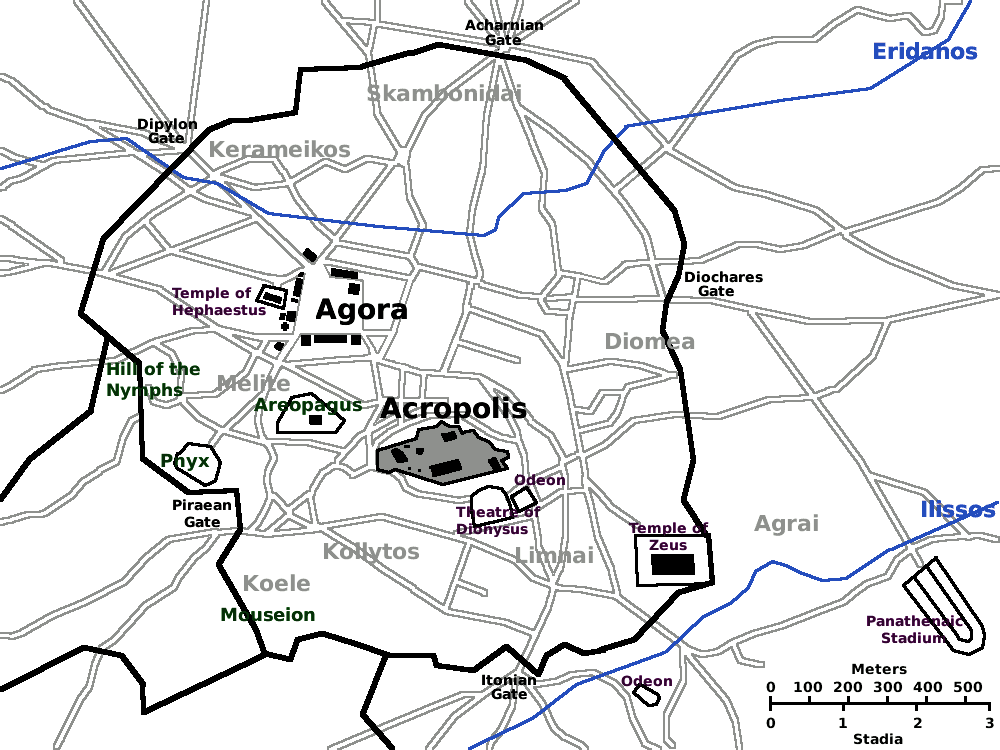
アテナイの地図。南東（右下）にあるパナシナイコスタジアムを北上した辺りに、リュケイオンはあった。

座標: 北緯37度58分26.5秒 東経23度44分36秒 / 北緯37.974028度 東経23.74333度
リュケイオン（希: Λύκειον, Lykeion）は、アテナイの東部郊外に所在したアポロン・リュケイオス（Apollon Lykeios）の神殿があった神域であり、アカデメイア、キュノサルゲス等と並ぶ、代表的なギュムナシオン（体育場）の所在地でもあった。
青年たちの教育に熱心だったソクラテスは、足繁くアカデメイアやこのリュケイオンのギュムナシオン（体育場）の青年たちを見て回っていたことが、プラトンの対話篇『エウテュプロン』『リュシス』『エウテュデモス』『饗宴』『テアイテトス』などにも描かれている。

## アリストテレスの学園
紀元前335年に、アリストテレス（アレクサンドロス大王（アレクサンドロス3世）のパトロンであった）によって、この地に彼らの学園が開設されたので、（プラトンのアカデメイアの場合と同じように）この地名がそのまま彼らの学園名として継承された。
アリストテレスは、リュケイオンの散歩道を歩きながら弟子たちと哲学や学問の論議を交わしたとされ、このことから、アリストテレスとその弟子たちをして逍遙学派（ペリパトス学派、hoi Peripatetikoi，散歩をする人々）との呼び名が生まれた。リュケイオンは盛んになったが、アレクサンドロス大王の死後、アテナイで反マケドニアの風潮が高まり、王の家庭教師であったアリストテレスは追放の身となる。

## その他
1997年にリュケイオンの一部が遺跡として発見された。
リュケイオンの名は、フランスの国立高等学校の名称「リセ」（Lycée）として現在にまで残っている。